# Pařížské dohody (1973)
Pařížské dohody byly sérií mezistátních smluv, které po pěti letech jednání ukončily válku ve Vietnamu. Dohody podepsaly USA, Vietnamská demokratická republika (VDR), Národní fronta osvobození Jižního Vietnamu, Sovětský svaz, Francie, Čína a Spojené království. Dohody byly podepsány 27. ledna 1973 v Paříži.

## Obsah dohod
Pařížské dohody přinesly zastavení palby od 28. ledna (osmi hodin saigonského času), stažení vojsk Spojených států z území Jižního Vietnamu do 60 dnů (USA stáhly vojska do 29. března), výměnu zajatců (to byl především americký zájem ve věci zajatých letců sestřelených nad VDR), vyčištění minových polí z vodstva VDR, a také definovaly mechanismus vzniku koaliční vlády Jižního Vietnamu, jejíž složení mělo kopírovat poměr sil v zemi.
Pařížské dohody dále uznaly přítomnost všech vietnamských vojsk, tedy i severovietnamských, na území Jižního Vietnamu. Americká vojska se podle nich měla z Jižního Vietnamu stáhnout. Prezident Jižního Vietnamu Nguyen van Thieu dohody odmítl, protože Jižní Vietnam by musel bránit své území a obyvatelstvo bez amerických sil vůči velké severovietnamské síle čítající okolo 100 000 vojáků.

## Výsledek
Pařížské dohody nepřinesly Jižnímu Vietnamu mír. Ozbrojený konflikt pokračoval až do roku 1975, kdy severovietnamské jednotky definitivně zvítězily nad jihovietnamským státem. O jeden rok později 2. července 1976 došlo ke sjednocení Vietnamu pod komunistickou nadvládu a vznikla Vietnamská socialistická republika.

## Signatáři

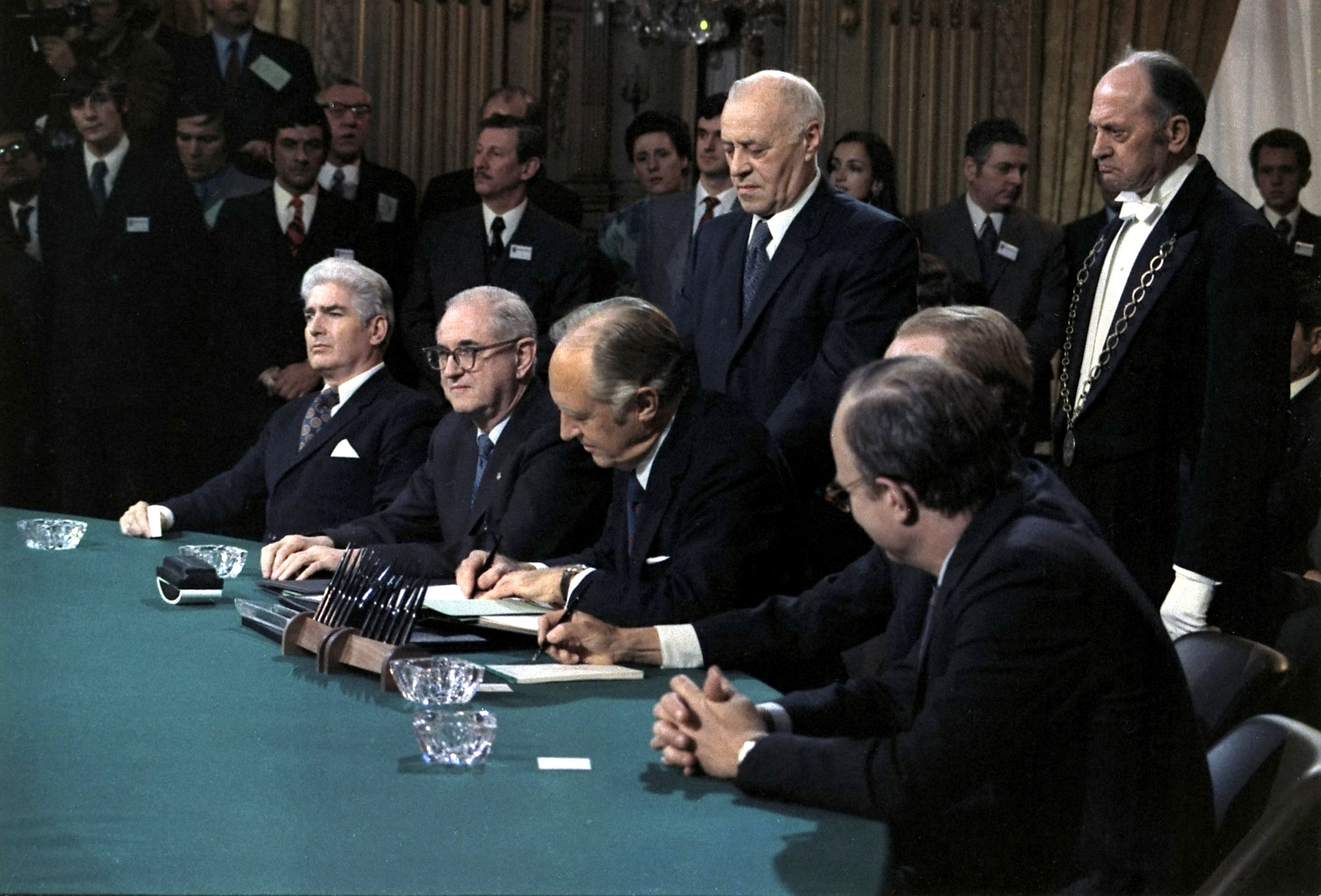
Podpis pařížských dohod

- Henry Cabot Lodge – vedoucí americké delegace
- William P. Rogers – ministr zahraničních věcí USA
- Tran Van Lam – ministr zahraničních věcí Jižního Vietnamu
- Nguyen Duy Trinh – ministr zahraničních věcí VDR
- Nguyen Thi Binh – ministr zahraničních věcí Národní fronty osvobození Jižního Vietnamu

## Nobelova cena za mír
Dva hlavní vyjednávači, na americké straně poradce prezidenta pro národní bezpečnost Henry Kissinger a na vietnamské pak člen politbyra Lê Ðức Thọ, obdrželi za dojednání a podpis pařížských dohod Nobelovu cenu za mír pro rok 1973. Lê Ðức Thọ ji odmítl převzít.